# Фрідріх Едуард Шульц
Фрідріх Едуард Шульц (нар. 12 липня 1799 Дармштадт — пом. кінець 1829 поблизу Башкале) — німецький філософ і сходознавець.

## Біографія
Шульц навчався в університетах Гіссена і Геттінгена. Під час навчання він став членом Гіссенського німецького союзу (1815), а також був членом Ереншпігельбурської та Геттінгенської студентських спілок. У Гіссені він здобув докторський ступінь і габілітацію, а в 1822 році був призначений екстраординарним професором філософії. У 1823 році він поїхав до Парижа, щоб продовжити вивчення східних мов. Там він був одним із авторів журналу Азійського журналу (Journal Asiatique), в якому, зокрема рецензував лекцію Вільгельма фон Гумбольдта 1824 року про абеткове письмо.
У 1826 році здійснив подорож до Персії та Туреччини. Він розшифрував кам'яні стели в тодішньому Вані і відкрив місто Бронзової доби Бехура. Його дослідження поклали початок дослідженню держави Урарту .
Протягом 1828/29 років дослідник подорожував Курдистаном і Вірменією і виявив " стелу Кел-і-Шін " урартських царів Менуа та Ішпуїні. ВІд Кель-і-Шін його шлях пролягав у курдське село Башкале, де його вбив місцевий князь Нур Уллах Бей. Фатальна помилка Шульца полягала в тому, що він робив нотатки під час розмов із селянами, тим самим викликаючи підозри, що був турецьким шпигуном.

## Вибрані праці
- Selbständigkeit und Abhängigkeit oder Philosophie und Theologie in ihrem gegenseitigen Verhältnisse betrachtet. Ein historisch-kritischer Versuch. G. F. Heyer, Gießen 1822.
- Aperçu d'un Mémoire sur la traduction persane du Mahabharata, faite par ordre de l'empereur Djelal-eddin Mohammed Akbar. In: Journal asiatique 2. sér. 7, 1825, S. 110—117, 129—138.
- Sur le grand ouvrage historique et critique d'Ibn-Khaldoun, appelé: Kitab-ol-iber we diwan-ol Moubteda wel Khaber. In: Journal asiatique 2. sér. 7, 1825, S. 179—300 (Digitalisat).
- Note sur le grand ouvrage historique d'Ibn-Khaldoun, conservé dans la bibliothèque d'Ibrahim pacha, à Constantinople. In: Nouveau Journal Asiatique 1, September 1828. S. 138—142.
- Mémoire sur le lac de Van et ses environs In: Journal asiatique 3. sér. 9, 1840, S. 257—323 (Digitalisat).